# Lawrence O'Donnell
Lawrence Francis O'Donnell, Jr. (Boston, Massachusetts, 7 de novembro de 1955) é um comentarista político do canal de notícias estadunidense MSNBC. Além disso, também é produtor e roteirista de televisão, tendo recebido um prêmio Emmy pela produção do seriado The West Wing em 2001. Em 2003, criou o seriado Mister Sterling, que ficou apenas uma temporada no ar. O'Donnell também atua, tendo interpretado um advogado no seriado da HBO Big Love.

## Biografia

### Vida pessoal
O'Donnell nasceu em Boston em 7 de novembro de 1955. É filho de Frances Marie (nome de solteira: Buckley), uma gerente de escritório e Lawrence Francis O'Donnell, Sr., um advogado. Ele se formou na Universidade de Harvard em 1976. Em 1994, O'Donnell se casou com a atriz de televisão e cinema Kathryn Harrold, conhecida por interpretar Lauren Bacall no telefilme Bogie de 1980.

### Carreira
O'Donnell é mais conhecido como um comentarista político de televisão franco. Ele foi o chefe de gabinte democrata do Comitê de Finanças do Senado dos Estados Unidos de 1993 a 1995. Em 1992, havia sido chefe de gabinete do Comitê de Meio-Ambiente e Políticas Públicas do Senado.
O'Donnell se tornou uma peça-chave na cobertura do escândalo Valerie Plame ao informar que Karl Rove é que havia sido a fonte principal da reportagem de Matt Cooper. Ele também nunca escondeu seu desgosto em relação ao atual governador da Califórnia, Arnold Schwarzenegger. O'Donnell refere a si mesmo como "praticamente um socialista europeu".
Seu estilo de debate agressivo gerou vários confrontos notáveis. Em outubro de 2004, enquanto participava do programa da MSNBC Scarborough Country, chamou John O'Neill, porta-voz da Swift Boat, organização criada para se opor à candidatura presidencial de John Kerry, de "mentiroso" várias vezes. Em maio de 2005, num debate no programa da CNBC Dennis Miller, O'Donnell começou a gritar com a jornalista Cathy Seipp enquanto discutiam sobre a educação pública. Em agosto de 2009, enquanto apresentava o programa Hardball with Chris Matthews da MSNB, acusou o deputado republicano John Culberson do Texas de estar mentindo sobre as propostas de reforma da saúde pública do governo Obama. Também disse que ele era um hipócrita por se opor a um sistema de saúde gerido pelo governo, mas apoiar o Medicare e a Previdência Social.
Durante um episódio do The McLaughlin Group em dezembro de 2007, num debate sobre o discurso "Faith In America" de Mitt Romney, O'Donnell criticou a Igreja de Jesus Cristo dos Santos dos Últimos Dias, fato que gerou grande atenção na mídia. O'Donnell continuou seus comentários sobre Romney e o mormonismo durante uma entrevista com o apresentador de rádio Hugh Hewitt, onde criticou outras religiões, inclusive a sua (o catolicismo), mas se recusou a criticar o fundamentalismo islâmico porque temia represálias a sua vida. Martin E. Marty, professor de história religiosa da Universidade de Chicago, afirmou que os comentários de O'Donnell eram "inverdades" e "discurso de ódio".
Em 2009, O'Donnell virou um comentarista regular do programa Morning Joe com Joe Scarborough. Ainda em 2009, começou a substituir Keith Olbermann no Countdown with Keith Olbermann durante as ausências deste.

### Atuação
O'Donnell interpreta Lee Hatcher, advogado da família Henrickson no seriado da HBO Big Love, sobre uma família mórmon polígama de Utah. Além de produzir e escrever The West Wing, O'Donnell também interpretou o pai do protagonista Josiah Bartlet.